# 牧場山分區 (加利福尼亞州)
牧場山分區（英語：Mountain Ranch Subdivision）是位於美國加利福尼亞州卡拉韋拉斯縣的一個非建制地區。該地的面積和人口皆未知。

## 地理
牧場山分區的座標為38°11′49″N 120°38′43″W / 38.19694°N 120.64528°W，而該地的平均海拔高度為349米（即1145英尺）。